# Jumellea rossii
Jumellea rossii är en orkidéart som beskrevs av Karlheinz Senghas. Jumellea rossii ingår i släktet Jumellea och familjen orkidéer.
Artens utbredningsområde är Réunion. Inga underarter finns listade i Catalogue of Life.